# Liwistona chińska

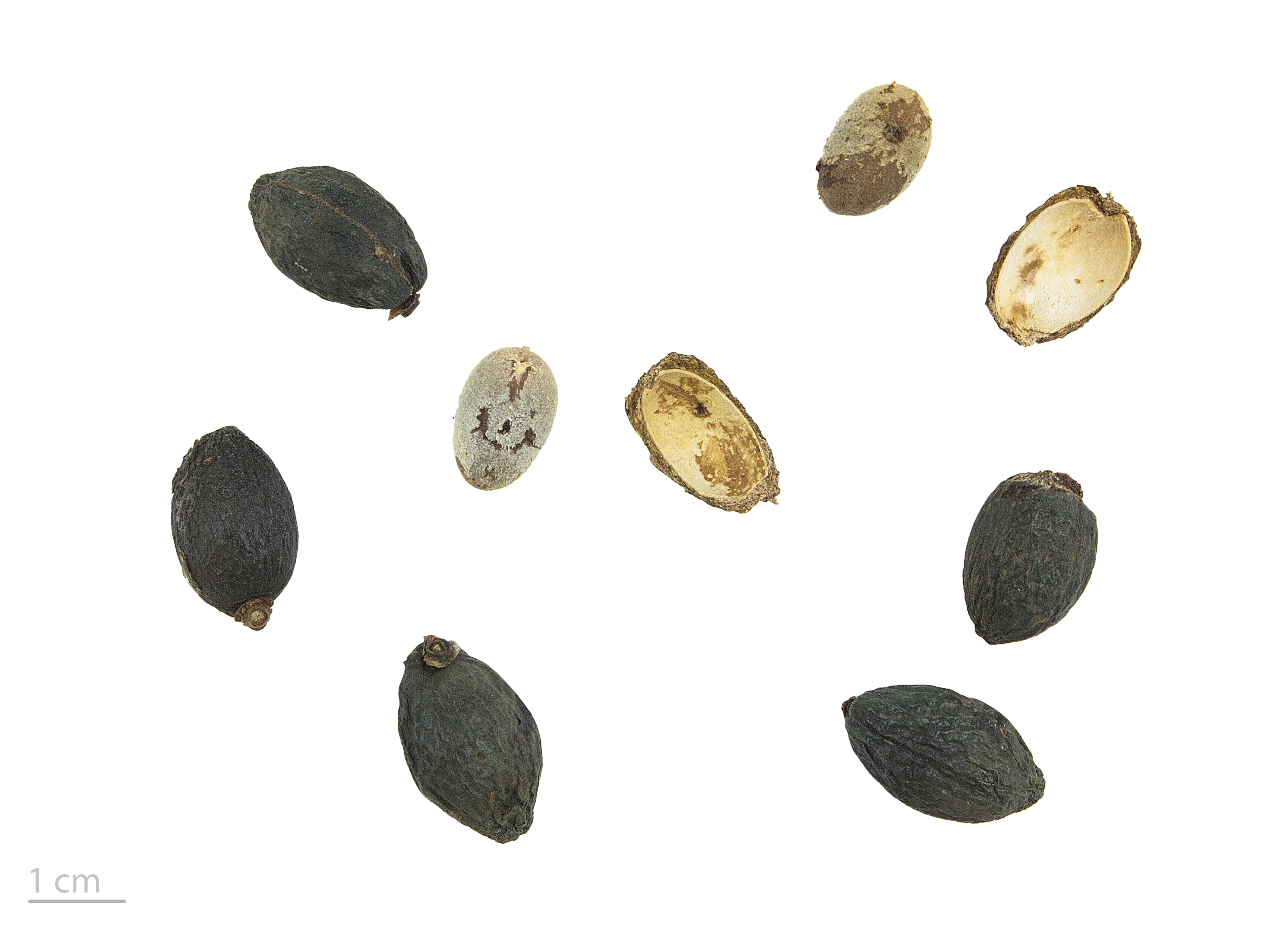
Livistona chinensis

Liwistona chińska (Livistona chinensis) – gatunek roślin z rodziny arekowatych (Arecaceae) pochodzący z południowej Japonii, Tajwanu, wysp na Morzu Południowochińskim i południowych Chin. Strefy mrozoodporności 9-11.

## Morfologia
PokrójDrzewo osiągające wysokość do 15 metrów, o pojedynczej, chropowatej kłodzinie i niemal kulistej koronie.
LiścieWachlarzowate, krótkoogonkowe, duże, złożone z długich, zwisających odcinków. Łącznie z ogonkiem o długości do 4 m.
KwiatyObupłciowe, żółte, zebrane w wielokrotnie rozgałęzione kwiatostany ukryte pomiędzy liśćmi.
OwoceEliptyczne o długości do 2 cm, po dojrzeniu niebieskozielone.

## Zastosowanie
W krajach o cieplejszym klimacie palma ta uprawiana jest jako roślina ozdobna, czasami w pojemnikach. Uprawiana jest nawet w niektórych cieplejszych rejonach Anglii.